# Maybach HL 120 TRM
Il Maybach HL 120 TRM fu un motore prodotto dall'azienda tedesca Maybach-Motorenbau GmbH per equipaggiare diversi mezzi militari della Germania nazista.

## Caratteristiche tecniche
Il motore, un 12 cilindri a V alimentato a benzina e raffreddato ad acqua, era in grado di sviluppare una potenza pari a 320 PS (235 kW) a 3 000 giri/min.

## Impiego
Quest'unità motrice era montata principalmente sui Panzer III e Panzer IV e, in secondo luogo, su tutti quei veicoli (cacciacarri, semoventi d'artiglieria ecc.) i cui progetti erano basati sugli scafi dei due carri prima menzionati (ad es. lo Sturmgeschütz III). Un ulteriore veicolo, più inconsueto rispetto ai precedenti, su cui parimenti era montato questo motore fu il Landwasserschlepper, un trattore anfibio prodotto dalla Rheinmetall-Borsig tra la fine degli anni trenta e l'inizio degli anni quaranta.